# Perpezat
Perpezat település Franciaországban, Puy-de-Dôme megyében. Lakosainak száma 422 fő (2022. január 1.). Perpezat Gelles, Briffons, Heume-l’Église, Laqueuille, Mont-Dore, Orcival, Rochefort-Montagne és Saint-Pierre-Roche községekkel határos.

## Népesség
A település népességének változása:
| Lakosok száma | 426  | 423  | 433  | 432  | 430  | 428  | 426  | 425  | 422  |
|               | 2013 | 2015 | 2016 | 2017 | 2018 | 2019 | 2020 | 2021 | 2022 |